# 올림푸스 카트라이더 2차리그
올림푸스 카트라이더 2차리그는 대한민국의 2번째 카트라이더 리그이다.

## 개요

### 슬로건
1000만분의 1의 무한경쟁, 끝까지 한번 달려보자!

### 일정
- 2005년 10월 22일 ~ 2006년 1월 14일

### 변경된 점
- 생방송 중계 시작
- 기존 103경기에서 188경기로 변경됨

### 경기장
- 결승전 : 코엑스 메가박스

## 참가 선수
강승환, 권두안, 권태윤, 권현진, 김대겸, 김두만, 김솔, 김윤호, 김진용, 김현욱, 
남재인, 박재홍, 서우석, 서형원, 윤용준, 이동훈, 이성광, 이우열, 임동혁, 임세선, 
전성일, 정경우, 정은석, 조경재, 조남곤, 조윤권, 조현준, 최대섭, 최성근, 최의영,
한창민, 홍은표

## 대회 결과
- 우승 : 김진용
- 준우승 : 조경재
- 3위 : 조남곤